# Smrt zaradi akutne zastrupitve z etanolom
Smrt zaradi akutne zastrupitve z etanolom, tudi smrt zaradi alkoholnega opoja, je pogosta oblika smrti mladih, ki lahko nastopi, ko koncentracija etanola v krvi preseže vrednost 300 mg/100 ml krvi oz. 3 ‰ (tri promile). Do smrti zaradi zastrupitve z etanolom najpogosteje pride pri kroničnih pivcih alkohola, nevajeni pivci namreč težko dosežejo letalno koncentracijo alkohola, medtem ko kronični alkoholiki vsakodnevno vzdržujejo določeno raven opitosti, ki jo lahko dodaten vnos alkohola zviša na kritično raven. Epidemiološke študije so pokazale, da se vrednost kritične koncentracije (ang. blood alcohol level, BAL) med posamezniki močno razlikujejo. Pri delu populacije, zlasti osebah ženskega spola, lahko smrt povzročijo tudi koncentracije etanola, nižje od 3 ‰. Znano dejstvo je, da so ženske zaradi manjše aktivnosti encima alkoholna dehidrogenaza bolj prizadete pri nižji ravni opitosti.

## Patofiziologija smrti

### Smrt zaradi neposrednih učinkov etanola
Smrt zaradi zastrupitve z etanolom lahko povzročijo neposredni depresivni učinki etanola na možgansko deblo, z zaustavitvijo centra za dihanje. Etanol je substanca, ki jo uvrščamo v skupino depresornih drog (tudi downerji), katerih glavni učinek je upočasnitev običajnega delovanja možganov, znižanje živčne aktivnosti v različnih predelih možganov ter splošna upočasnitev prenosa signala med nevroni. Do smrti zaradi neposrednih učinkov pride pri izjemno visokih koncentracijah etanola v krvi, ki morajo pri zdravem odraslem moškem praviloma preseči vrednost 3,5 ‰.

### Smrt zaradi posrednih učinkov etanola

#### Smrt zaradi asfiksije
Najpogostejša oblika smrti zaradi posrednih učinkov etanola pri alkoholnem opoju je smrt zaradi asfiksije (zadušitve), kot posledica aspiracije (vdihanja) izbruhane želodčne vsebine v sapnik ali eno od dveh glavnih sapnic. Obdukcijsko diagnozo »smrt zaradi aspiracije izbruhanine« je treba postaviti izjemno previdno in le v primeru, ko gre za kroničnega alkoholika oziroma ob zanesljiven pričanju očevidcev. Eden glavnih znakov, ki pritrjuje takšni diagnozi, so krvavitve (petehije) veznice, pogosto imenovane tardijeve pege, ki kažejo na smrt v agoniji. Gre za krvavitve, povezane s povišanim centralnim venskim pritiskom in hipoksično okvarno venske stene, do česar pride ob bolnikovem napenjanju in lovljenju sape. Aspirirana izbruhanina pogosto spominja na posmrtni izliv iz sapnic, zato je za dokončno potrditev obdukcijske diagnoze potreben patološki pregled biopta. V prid opisani diagnozi govorijo tudi centralna cianoza (pomodrelost, zariplost) obraza, znaki bruhanja na oblačilih in v okolici ter pričevanja očevidcev.

#### Smrt zaradi travme
Opite osebe so pogosto vpletene v različne incidente, ki vključujejo poškodbe z delovanjem velike zunanje sile (travmo). Opisani incidenti zajemajo prometne nesreče, pretepe, padce s smrtno poškodbo glave, opekline, zastrupitve z ogljikovim monoksidom in utopitve. Slednje so posebej pogoste v pristaniških mestih, kjer opiti mornarji padejo v morje, stik z mrzlo vodo pa sproži kaskado dogodkov, ki vodijo v vazovagalni srčni zastoj z zalitjem grla. Študije ugotavljajo, da so pijane osebe bolj nagnjene k nastopu opisanega sosledja dogodkov, saj periferna vazodilatacija krvnih žil (posledica delovanja etanola) zmanjša njihov občutek za delovanje srca.
Zastrupitvi s CO so pogosto pridružene opekline, kar se lahko zgodi pri pijani osebi, ki zaspi s prižgano cigareto v ustih. Kmalu po nastopu smrti zaradi zastrupitve pride do pojava primarne mrliške ohlapnosti, tleča cigareta pa pade na rjuhe, ki se lahko vnamejo in povzročijo požar.